# Лангсат
Лангсат (лат. Lansium parasiticum) — плодовое дерево семейства Мелиевые.

## Описание
Лангсат — прямое стройное дерево высотой 10,5—15 м с красно-коричневой или жёлто-коричневой корой и перистыми листьями 22,5—50 см длиной. Цветки мясистые белые или бледно-жёлтые, растут в соцветиях на стволе и на главных ветвях. Плод круглый или слегка овальный, диаметром 2,5—5 см, с бархатистой серовато-жёлтой или бледно-коричневой кожицей. Внутри содержится ароматичная белая прозрачная сочная мякоть, разделённая на 5—6 сегментов, с 1—2 крупными длинными косточками.

## Распространение
Родина Лангсата — Малайзия. Культивируется также в Индонезии, на Филиппинах, в Таиланде, Вьетнаме, Южной Индии и на Гавайских островах. Одиночные деревья встречаются на других островах Тихого океана. В странах американского континента лангсат почти неизвестен, кроме Суринама, где он выращивается в незначительных масштабах.
Лангсат является одним из символов таиландской провинции Наратхиват.

## Использование

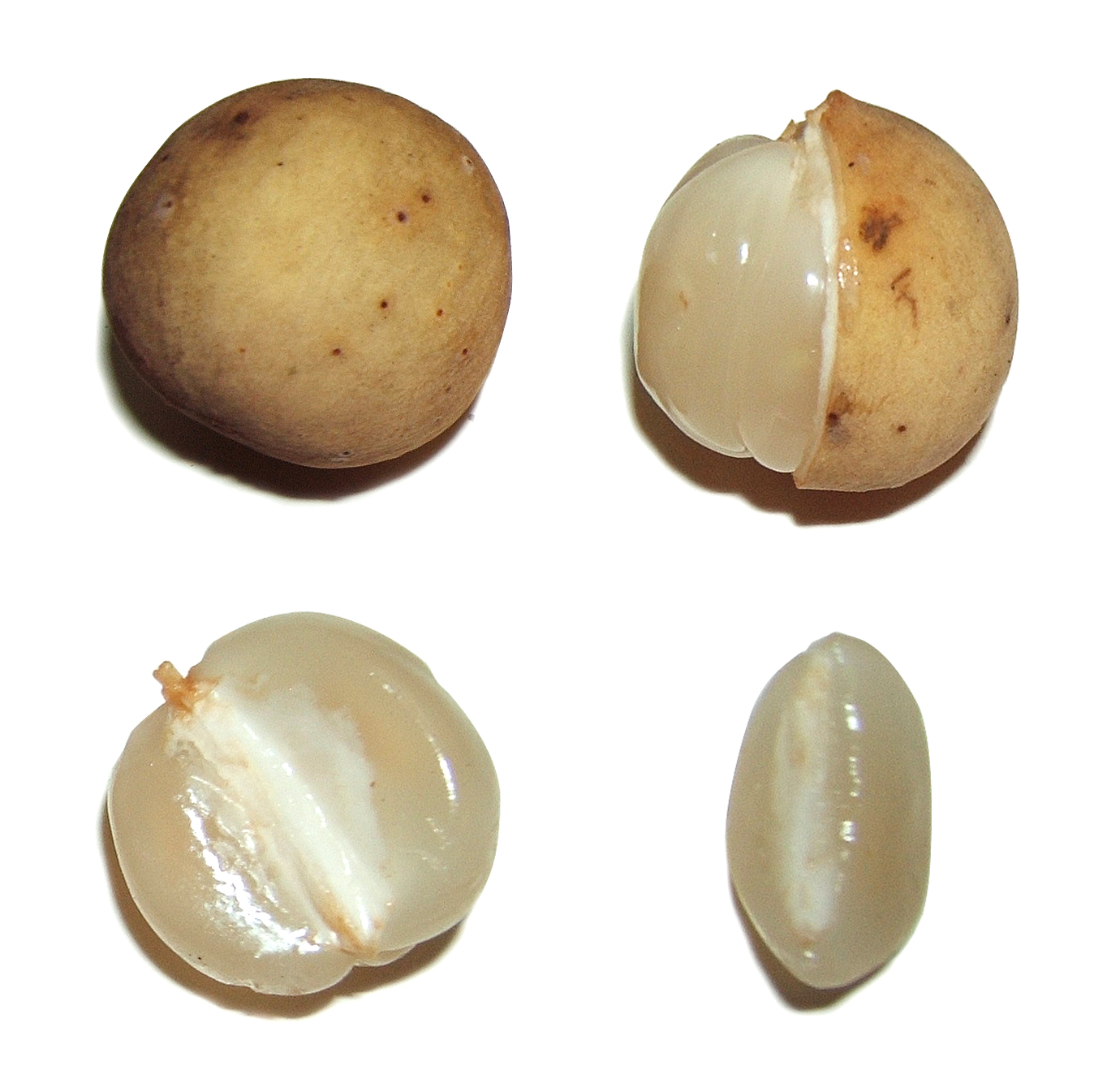
Плод лангсата

Плоды Лангсата съедобны в свежем виде, а также варятся и консервируются в сиропе. Сухая кожура плода при горении испускает ароматический дым, отпугивающий насекомых. Размельчённые семена используются, как жаропонижающее и глистогонное средство. Отвар коры применяется при лечении малярии и дизентерии.